# Hohenzollernstraße 160 (Mönchengladbach)

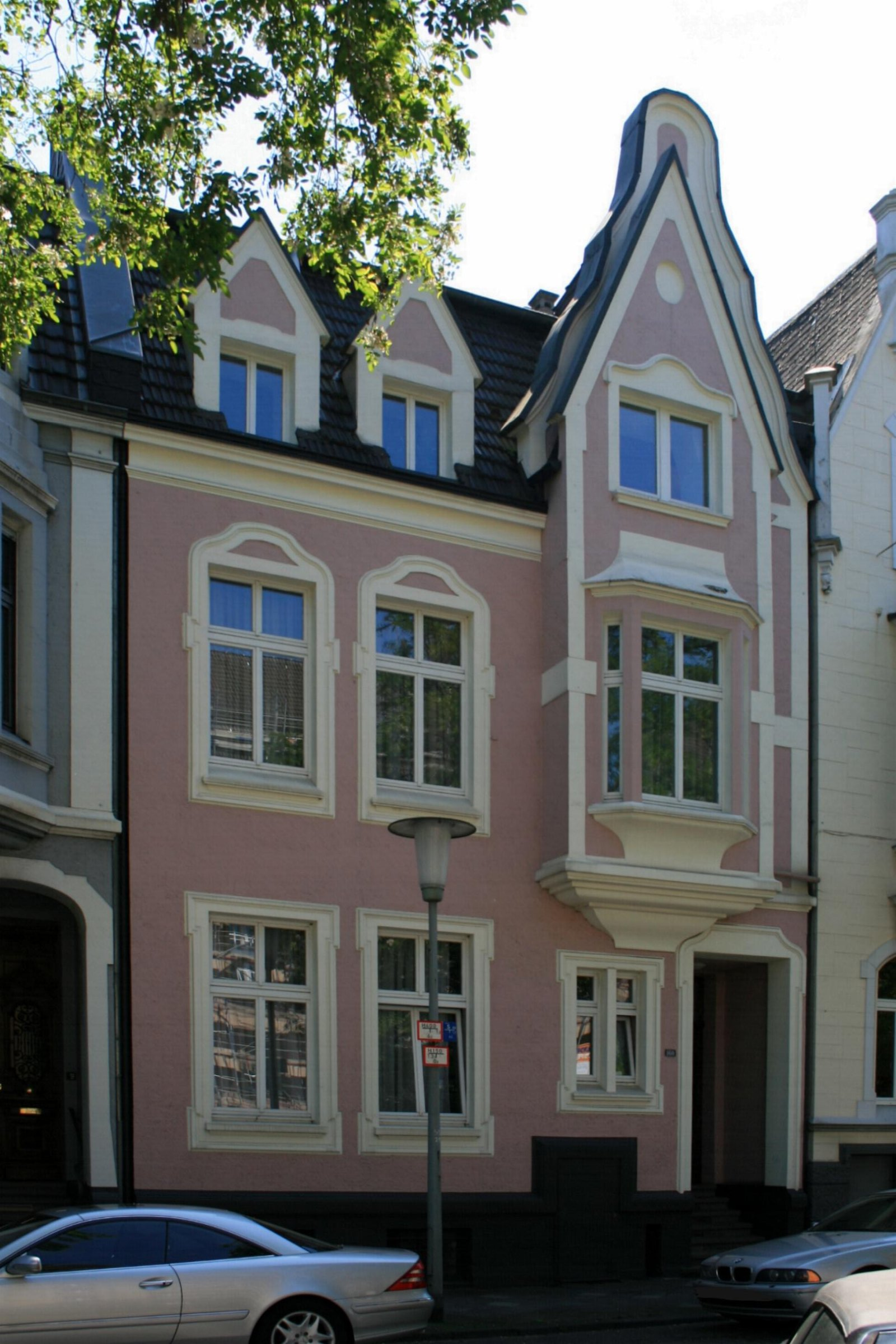
Wohnhaus (2010)

Das Wohnhaus Hohenzollernstraße 160 steht in Mönchengladbach (Nordrhein-Westfalen).
Das Gebäude wurde Anfang des 20. Jahrhunderts erbaut. Es wurde unter Nr. H 015  am 4. Dezember 1984 in die Denkmalliste der Stadt Mönchengladbach eingetragen.

## Architektur
Das Gebäude Nr. 160 ist ein zweigeschossiges Dreifensterhaus mit rechtsseitigem Erker im Obergeschoss und im Mansardgeschoss. Der rechtsseitige Hauseingang mit Eichenholztüre und Schmiedeeisengitter ist im Original erhalten. Das Mansarddach ist mit zwei Dachgauben mit Spitzgiebel zu Wohnzwecken ausgebaut.